# Sofia Prosvirnova
Sofia Sergueïevna Prosvirnova (russe : Софья Сергеевна Просвирнова), née le 20 décembre 1997 à Saint-Pétersbourg, est une patineuse de vitesse sur piste courte russe.

## Biographie
De 5 à 12 ans, elle fait du patinage artistique, mais n'obtient jamais de résultats satisfaisants, donc elle se met au short-track en 2010. Deux ans plus tard, elle rejoint le pôle espoir national, et en 2014, elle rejoint l'équipe olympique russe.

## Carrière

### Débuts internationaux
Aux Championnats du monde junior de 2014, elle bat le record du monde junior du 500 mètres, et elle gagne une médaille d'or au 1 000 mètres des Championnats d'Europe.

### Jeux olympiques de Pyeongchang
À la deuxième manche de la saison, à Dordrecht, elle se classe 9e au 1 500 mètres, devant la Hongroise Petra Jaszapati et la Russe Ekaterina Efremenkova. Elle est disqualifiée au premier tour du 1 000 mètres.
À Shanghai pour la troisième et avant-dernière manche de la saison, elle arrive neuvième au 1 500 mètres juste derrière la néerlandaise Suzanne Schulting et la Canadienne Jamie Macdonald. Elle décroche le bronze au 500 mètres. Elle arrive en sixième place au 1 000 mètres. 
À la première manche de la Coupe du monde, à Budapest, elle fait partie de l'équipe de relais qui obtient la médaille de bronze aux côtés des Russes Yulia Shishkina, Ekaterina Efremenkova et Tatiana Borodulina. À la deuxième manche de la Coupe du monde, en octobre 2017 à Dordrecht, l'équipe, composée des mêmes patineuses, arrive cinquième.